# Plataforma Nacional del Kurdistan del Nord
Plataforma Nacional del Kurdistan del Nord (PNBK, en kurd: Platforma Neteweyî ya Bakûrê Kurdistanê; en turc: Kuzey Kurdistan Ulusal Platformu fou una organització política kurda de Turquia que fou fundada el 1999. Era d'esquerres i nacionalista kurda i operava a la clandestinitat.